# Kriegsenkel
Kriegsenkel sind Kinder von Kriegskindern des Zweiten Weltkriegs. Der Begriff entstammt der populärwissenschaftlichen Literatur und beschreibt Personen, die durch während der NS-, Kriegs- und frühen Nachkriegszeit von ihren Eltern erlittene, unverarbeitete psychische Traumata indirekt traumatisiert wurden.

## Bedeutung
Die Zuordnung zu den Kriegsenkeln wie auch zu den Kriegskindern erfolgt nicht in erster Linie nach den Jahrgängen, wenn diese auch die Alterskohorte der jeweiligen Gruppe in etwa bestimmen. Wichtig ist vielmehr, welcher Gruppe man sich aufgrund der eigenen Lebenszusammenhänge zugehörig sieht. Der Begriff Kriegsenkel wurde deshalb populär, weil er Zusammenhänge zwischen den Generationen verdeutlicht, die in Deutschland bis zur Jahrtausendwende noch nicht thematisiert wurden, und eine emotionale Vergangenheitsbewältigung ermöglicht.
Der Terminus „transgenerationale Weitergabe kriegsbedingter Belastungen“ wurde von dem Sozialpsychologen und Altersforscher Hartmut Radebold um 2005 in die Diskussion eingeführt. Er beschreibt die bewusste oder unbewusste Weitergabe schwerwiegender Erfahrungen im NS-System und während des Zweiten Weltkrieges, also Täterschaft und Schuldverstrickung, Fronteinsätze, Flucht und Vertreibung, Bombenangriffe auf Deutschland und Haft bzw. Konzentrationslager an die Folgegenerationen und die damit verbundene schwere seelische Belastung von Menschen, die zum Teil Jahrzehnte nach den Ereignissen geboren wurden.
Aus psychoanalytischer Sicht handelt es sich um eine spezifische Form der Übertragung, von Sigmund Freud 1913 in der Schrift Totem und Tabu als Gefühlserbschaft bezeichnet. Die unbewusste Übermittlung von Erfahrungen zwischen Eltern und Kindern wurde zuerst bei Vertretern der Holocaust-Nachfolgegeneration und bei NS-Tätern untersucht.
Der Begriff wurde von Vertretern der Jahrgänge zwischen ca. 1960 und 1975, die in anderen Zusammenhängen teilweise als Babyboomer, teilweise als Generation X gelten, wie eine Selbstbezeichnung verwendet. Es treten zunehmend auch Menschen an die Öffentlichkeit, die sich als „Kriegsurenkel“ verstehen. Sie sind die Kinder der Kriegsenkel.

## Rezeption

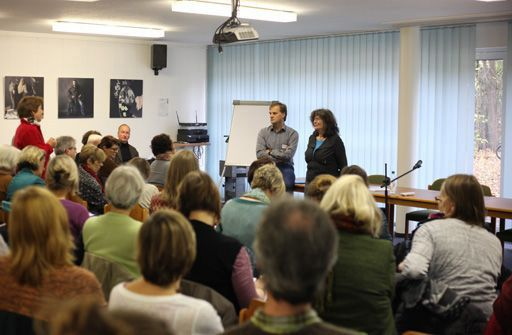
Herbsttagung von Kriegsenkel e. V. in Helmstedt 2014. Im Bild Sabine Bode

Im Jahr 2010 wurde der Verein Kriegsenkel e. V. in Schnakenbek/Elbe (bei Hamburg) gegründet. Er tritt insbesondere durch eigene Veranstaltungen in Erscheinung sowie durch überwiegend online-basierte Vernetzung von allen am Thema Interessierten.
2012 fand ein psychohistorischer Kongress an der Universität Göttingen unter dem Titel Die Kinder der Kriegskinder und die späten Folgen des NS-Terrors statt. 2018 stand die Veranstaltung unter dem Titel Gewalt und Trauma: Direkte und transgenerationale Folgen für Individuen, Bindungen und Gesellschaft – Kriegsenkel, Kinder aus neuen Kriegen, Betroffene familiärer und institutioneller Gewalt.
Vertriebenenverbände sprechen auch von einer „Kriegsenkel-Bewegung“.